# 王と鳥
『王と鳥』（おうととり、Le Roi et l'Oiseau）は1980年公開のフランスのアニメーション映画である。監督はポール・グリモー、脚本はジャック・プレヴェール。原作は、ハンス・クリスチャン・アンデルセンの「羊飼い娘と煙突掃除人」。日本では長く、改作前の『やぶにらみの暴君』（La Bergère et le Ramoneur）として知られた。『王と鳥』として改作されてからは、『王様と幸運の鳥』という邦題もあった。

## 概要
1952年に『やぶにらみの暴君』として公開された。名画として評価の高い映画『天井桟敷の人々』のスタッフとキャストの参加を得て、高い芸術性で当時は珍しい大人の鑑賞に耐えうるアニメとして、日本を初め世界的な評価を受け、1952年のヴェネツィア国際映画祭で審査員特別大賞を受賞した。ただし、フランス国内では批評的には賛否両論で、興行もぱっとしないものであり、早々に忘れ去られた。
この1952年の『やぶにらみの暴君』としての公開は、監督ポール・グリモーの意に沿わない形で、共同製作者アンドレ・サリュの手によりなされたものだった。製作開始から4年経っても完成しなかったことで、資金の回収を図るためだった。
その後の民事裁判を経て、1967年にグリモーは作品の権利とネガを買い戻し、製作資金を10年がかりで集め、『やぶにらみの暴君』を『王と鳥』として改作することにした。大幅な変更・追加の際に、オリジナルスタッフが高齢になっていたり死亡していたりしたため、技量の低い若いアニメーターによる新規の作画が行なわれた。またピエール・ブラッスールやフェルナン・ルドゥーといったフランスの名優と呼ばれる俳優たちによって吹き込まれた声も音楽とミックスされた音声しか残っておらず、これもまた新たに別の声優によって吹き替えられた。音楽もジョゼフ・コスマの曲が残っているものの、新たにヴォイチェフ・キラールを起用し、オリジナルの曲が3曲消えることになった。
1979年に『王と鳥』は完成した。翌1980年に公開され、フランス国内の批評では絶賛を受け、興行的にも成功を収め、同年にルイ・デリュック賞を受賞している。
こうした経緯から、『やぶにらみの暴君』はグリモーの意思で封印され、プリントやビデオも回収された。正規のルートでは鑑賞できない状態にあるが、テクニカラーによるネガをグリモーが保存しているという。
アニメ史上初の搭乗型の巨大ロボットが登場する作品と言われる。

## 日本での評価

### やぶにらみの暴君
1953年の初公開時に文部省の選定と優秀映画鑑賞会の推薦を受け、映画雑誌『キネマ旬報』の外国映画ベストテンの6位に入賞するなど高評価となった。アニメが映画として評価されることのない時代に、これは極めて異例なことだった。
当作の鑑賞がきっかけで、高畑勲や芝山努といった後の日本のアニメ界を支える人材がアニメの道を志した。宮崎駿も当作に感銘を受けた1人であり、宮崎の監督作品『ルパン三世 カリオストロの城』などへの影響が見られることが指摘されている。
1956年2月26日には、NHK総合テレビジョンにて日本語吹替版での放送も行われている。

### 王と鳥
1985年の広島国際アニメーションフェスティバルで日本国内で初上映が行なわれたが評判は悪く、漫画家の手塚治虫、アニメ評論家の森卓也、おかだえみこ、小野耕世、渡辺泰、アニメーターのうつのみや理らが改作前の「やぶにらみの暴君」の方が優れているとしている。
アンケートで世界のアニメのランキングを決定した書籍『世界と日本のアニメーションベスト150』で5位に入っているが、「やぶにらみの暴君」としてであった。映画雑誌『キネマ旬報』でも同様の企画「ジャンル別オールタイムベスト・テン アニメーション」が2004年8月下旬号で行われ、こちらでは10位だったが、同様に「やぶにらみの暴君」として、品田雄吉、おかだえみこ、望月信夫らが投票している。
2006年に当作がスタジオジブリなどによって日本でミニシアターで劇場公開され、高畑勲は本作に関する書籍を発表した。

## ストーリー
砂漠の真ん中に聳え立つ孤城に、ひとりの王が住んでいた。その名も、国王シャルル5＋3＋8＝16世。わがままで疑心暗鬼の王は、手元のスイッチ一つで、気に障る臣下を次々に「処分」していった。
望みさえすれば、なにものでも手に入れることが出来るはずの王シャルルは、ひとりの美しい羊飼い娘に片思いをしている。
城の最上階に隠された秘密の部屋の壁に掛かった一枚の絵の中にその娘はいて、隣合わせた額縁の中の煙突掃除屋の少年と深く愛し合っていた。
嫉妬に狂う王を後に、ふたりは絵の中から抜け出し、一羽のふしぎな鳥の助けを借りて城からの脱出を試みる。

## 結末の変更
『やぶにらみの暴君』と『王と鳥』は、場面のカット割りなど細かな点も含めば、きりがないほど内容に違いがある。音楽に目を向ければ『やぶにらみの暴君』の楽曲は、躍動感のある迫力の音楽で展開を盛り上げているが、対照的に『王と鳥』の楽曲は監督であるグリモーの作家性がより強く出た内容に合わせてか、静かな印象を受ける。セリフも「ですます調」にされている。ストーリーも大筋の流れは似ているものの結末は大きく異なったなものになった。
- 『やぶにらみの暴君』では、城や街が崩壊して(おそらく数ヶ月経った頃)、残骸にもたれるように座っているロボットの近くに小さな村ができており、羊飼いの少女や煙突掃除の少年、動物たちや盲目の男等が記念撮影のために村の広場に集まり、笑顔の中で鳥がカメラのシャッターを下ろしたところでエンディングロールが流れた。

- 『王と鳥』では、城や街が崩壊した後、ロボットが残骸に腰掛けて考える人のようなポーズで座っており、(登場人物たちは去っていったのか)多くの足跡が地面に残っていた。罠の籠から脱出を試みていた子鳥がロボットの足元に来たとき、(操縦者は不明だが)突然動き出したロボットが籠を開けて小鳥を逃がし、籠を壊したところでエンディングロールが流れた。

## スタッフ

### やぶにらみの暴君
- 監督：ポール・グリモー
- 製作：アンドレ・サリュー
- 原作：ハンス・クリスチャン・アンデルセン「羊飼い娘と煙突掃除人」
- 脚本：ジャック・プレヴェール、ポール・グリモー
- 音楽：ジョゼフ・コズマ
- 背景：ポール・グリモー
- 撮影：ジャック・ソワラン
- 上映時間：66分

### 王と鳥
- 監督：ポール・グリモー
- 原作：ハンス・クリスチャン・アンデルセン「羊飼い娘と煙突掃除人」
- 脚本：ジャック・プレヴェール、ポール・グリモー
- 音楽：ジョゼフ・コズマ、ヴォイチェフ・キラール
- 上映時間：87分

## 声の出演

### やぶにらみの暴君
- 鳥：ピエール・ブラッスール
- 王：フェルナン・ルドゥー
- 煙突掃除の少年：セルジュ・レジアニ
- 羊飼いの少女：アヌーク・エーメ
- 警察長官：イヴ・デニオー

#### 日本語吹替
※テレビ放送時のもの
- 山田淸
- 巖金四郎
- 黒沢良
- 浅沼誉子

### 王と鳥
- 鳥：ジャン・マルタン
- 王：パスカル・マゾッティ
- 煙突掃除の少年：ルノー・マルクス
- 羊飼いの少女：アニエス・ヴィアラ
- 警察長官：レイモン・ビュッシエール

#### 日本語吹替
※レーザーディスク版・役名表記はその解説書に拠った。
- トリ：熊倉一雄
- 王：納谷悟朗
- 煙突掃除の少年：山崎哲也
- 羊飼いの娘：勝生真沙子
- 格言居士：槐柳二
- 警視総監：沢りつお
- 盲人：曽我部和恭
- ほか：梶哲也、村越伊知郎、作間功、池水通洋、山下啓介、峰恵研、沼波輝枝、太田淑子
- ゴンドラの船頭(歌)：安西正弘
- コトリ(歌)：小林優子、勝田治美

## その他
- 1986年、ポニーからビデオソフト・レーザーディスクが発売された（カラー・スタンダード・サイズ、収録時間85分、二カ国語、製造・発売元：株式会社ポニー／LD:G88F0108）。このときの作品タイトルは「王様と幸運の鳥」で、日本語吹替版が収録されている。2000年には『王と鳥』としてDVDが発売されているが、収録言語はフランス語のみで、日本語吹替は収録されていない。